# Salvian von Marseille
Salvian von Marseille (auch Salvianus, * um 400 in Trier, Köln oder Umgebung; † um 475) war ein christlicher Kirchenvater und Schriftsteller während der spätantiken „Völkerwanderung“ im 5. Jahrhundert.

## Leben
Salvian wurde um 400 im nördlichen Gallien geboren, möglicherweise in Augusta Treverorum (heute Trier), das er in seinem Werk rühmt, oder in Köln, wo Verwandte von ihm lebten. Er entstammte einer Familie der gallorömischen Oberschicht. Salvian erhielt, wie viele seiner Standesgenossen, eine gute Ausbildung im Bereich der Rechtswissenschaft und der lateinischen Rhetorik und sollte wohl Karriere im Reichsdienst machen. Mit seiner heidnischen Gattin Palladia hatte er eine Tochter, Auspiciola. Man geht davon aus, dass sich Salvian nach Beendigung seiner Studien nach Südgallien begab, da sich dort seit etwa 400 der Sitz des gallischen Prätorianerpräfekten und somit das Zentrum der römischen Verwaltung dieses Reichsteils befand. Aber bereits gegen 426 trat er offenbar der asketischen Gemeinschaft auf der Insel Lérins bei (der späteren Abtei Lérins), die von Honoratus, dem späteren Bischof von Arles um 410 gegründet worden war. Später, vielleicht um 429, wurde er Presbyter in Marseille und starb wohl nach 470.
Ein Großteil seiner Werke, die in der Schrift De viris illustribus des Gennadius von Marseille erwähnt werden, sind verloren gegangen. Sein Hauptwerk De gubernatione Dei (lateinisch: Von der Herrschaft Gottes) ist jedoch erhalten geblieben. In diesem Werk wird die scheinbare Ungerechtigkeit des Erfolgs der un- beziehungsweise fehlgläubigen Barbaren über die christlichen Römer mit der größeren Sittenstrenge der ersteren und der moralischen Verderbtheit der letzteren begründet.
Besonders wichtig im regionalgeschichtlichen Zusammenhang sind dabei die Erwähnung der Städte Mainz und Trier, die als zerstört beschrieben werden, und der Stadt Köln, die „voll von Feinden“ sei. Dass im Zusammenhang mit Köln von Zerstörung ausdrücklich keine Rede ist, dürfte ein Hinweis darauf sein, dass dort der Übergang von der römischen zur fränkischen Herrschaft weitgehend gewaltfrei verlaufen war. Auf Trier wird in diesem Werk noch weitere Male verwiesen. Aufschlussreich ist auch einer seiner erhaltenen Briefe, in dem er das Schicksal eines mit ihm verwandten jungen Mannes aus Köln schildert, der sich nach Südgallien durchgeschlagen hatte, dessen Mutter sich aber in Köln als Magd für fränkische Frauen verdingen musste. Eine genaue Datierung dieser Schrift ist nicht möglich, aber sie dürfte um die Mitte des 5. Jahrhunderts entstanden sein. Die Zeugnisse aus seinem Werk sind die einzigen erhaltenen schriftlichen Quellen für die Zeit des Übergangs von der römischen zur germanischen Herrschaft am Rhein.
Seine letzten Lebensjahrzehnte verbrachte Salvian als Presbyter in Marseille und er dürfte um 480 nach Christus verstorben sein.

## Ausgaben
- Karl Halm (Hrsg.): Auctores antiquissimi 1,1: Salviani presbyteri Massiliensis Libri qui supersunt. Berlin 1877 (Monumenta Germaniae Historica, Digitalisat)
- Georges Lagarrigue: Salvien de Marseille, Oeuvres. Band 1: Les Lettres, les Livres de Timothée à l'Église (= Sources Chrétiennes. Band 176). Ed. du Cerf, Paris 1971.
- Georges Lagarrigue: Salvien de Marseille, Oeuvres. Band 2: Du gouvernement de Dieu (= Sources Chrétiennes. Band 220). Ed. du Cerf, Paris 1975.
- Anton Mayer (Hrsg.): Des Presbyters Salvianus von Massilia erhaltene Schriften. Aus dem Lateinischen übersetzt und mit Einleitung versehen. Kösel & Pustet, München 1935.